# Grizzly Flat
Grizzly Flats es un lugar designado por el censo ubicado en el condado de El Dorado en el estado estadounidense de California. En el año 2010 tenía una población de 1.066 habitantes.

## Geografía
Grizzly Flats se encuentra ubicado en las coordenadas 38°38′22″N 120°31′32″O / 38.63944, -120.52556.